# Generalentwässerungsplan
Ein Generalentwässerungsplan (GEP) stellt das Abwasserkonzept für ein Einzugsgebiet dar und dient als Rahmenvorgabe für Detailvorhaben. Meist wird ein GEP für eine Kommune oder einen Zweckverband erstellt; eine verbindliche Definition gibt es dabei nicht. 
Ein GEP hat u. a. folgende Aufgaben:
- Nachweis, dass die Abwasserbeseitigung den gesetzlichen Anforderungen, etwa Umweltauflagen, entspricht
- Sanierungskonzept für das bestehende Abwassersystem
- Auswirkungen eines zusätzlichen Neubau- / Gewerbegebietes
- Planungsgrundlage für den zukünftigen Ausbau

Um einen GEP zu erstellen, benötigt man die Daten des bestehenden Kanalnetzes. Davon ausgehend, wird mit Rechen- und Simulationsmethoden (Schmutzfrachtberechnung, Zeitbeiwertverfahren etc.) der GEP hergeleitet.